# علوفجي يسار
عُلوفجي اليسار (باللغة التركية العثمانية: عُلوفَه جي يسار)(بالتركية: Ulûfeciyân-ı Yemîn)‏، والجمع: «عُلوفَجية اليسار»، هم مجموعة الفرسان العسكريين العثمانيين الملتحقين بقسم سلاح الفرسان التابع لقوة «فرسان خدمة الباب العالي» القابي قولو (بالتركية: Kapı kulu Askerleri'nin Süvariler)‏ بالدولة العثمانية. وكانت وظيفة «علوفجية اليسار» حماية كنوز وأموال الخزينة أثناء المعارك في الإمبراطورية العثمانية.
أصل تسميتهم جاء من كلمة "علوفه" باللغة التركية العثمانية، والذي هو «مصطلح» كان يُستخدم في النظام المالي العثماني في البداية لعلف خيول جنود سلاح الفرسان، ولكن في وقت لاحق استُخدم مصطلع "علوفه" على الراتب الممنوح للجنود والضباط،  وكان «ديوان العلوفة» (بالتركية: ulufe divani)‏ يجتمع كل ثلاثة أشهر قمرية (ثمانية وثمانون يومًا ونصف)  ليوزع الرواتب «رُبع السنوية» (علوفه) على الجند المستحقين،  بما في ذلك الأموال العادية التي تُعطى لأفراد الأسر العثمانية.
بتطور استخدام معنى كلمه "علوفه" في الدولة العثمانية من ارتباطها بتقديم الأعلاف إلى الخيل لإعداد القوة لوقت الحرب، وصولا إلى استخدامها بمعنى «الراتب المالي المستمر» وإنشاء «ديوان العلوفة» الخاص بتوزيع الرواتب بطريقة دورية، أصبحت وظيفة فرسان «العلوفَجية» معناها: «الفرسان ذوو الراتب الثابت».

## أصل التسمية
في اللغة التركية العثمانية، كلمة "علف" مأخوذة من اللغة العربية من كلمة «عَلَفَ» الذي هو طعام الخيول والدواب المُستأنسة أو العليق،  وجمعها في اللغة التركية العثمانية هو "علوفه" (بحرف الهاء المربوطة) (بالتركية: Ulufe)‏ ومعناها: عَلَائف و أعلاف.
أما اللاحقة «جي» فهي أداة تُلحق بأواخر الكلمات التركية فتُفيد «المهنة» أو«الحرفة»،  ويُقابلها في اللغة العربية «ياء النسب» أو «اسم الفاعل» للدلالة على من وقع منه هذا الفعل.
كان هناك استخدامان لكلمة "علوفه" عند العثمانيين:
1. أعلاف الدواب والماشية والتغذية الخاصة بها.[1]
2. رواتب الجند (أجورهم) أيام العثمانيين، وبخاصة الفرسان، لأن الفارس لابد له من مصاريف يومية لعلف خيله ولهذا كان لهم راتب ثابت مستمر طوال العام من الدولة العثمانية، مع ملاحظة أن طوائف أخرى من الجند لم يكن لهم رواتب ثابتة بل نصيب من الغنائم في المغازي والحروب، وآخرون كان لهم حق جمع الضرائب باسم الدولة إلى الحد المسموح به لكل طائفة.

فيكون معنى «علوفه جي»: هو الشخص أو الجندي الذي يحصل على راتب ثابت وهو «يعلف» خيله من أجل الحرب والمغازي، وجاءت نقحرة «علوفه جي» في العربية: «علوفجي».
جمع «علوفه جي» (بالتركية: Ulufeci)‏ في اللغة التركية العثمانية هو «علوفه جي لر» (بالتركية: Ulufeciler)‏ وهم الجنود الذين يتقاضون راتبا ثابتا مستمرا ويقومون بعلف خيولهم بأنفسهم، ونقحرتها «علوفه جي» في المصادر باللغة العربية: «علوفجية».

## رتبهم في الجيش

### صوباشي
كان يتم تعيين 7 أشخاص في الجيش العثماني من العلوفجية برتبة «صوباشي» (رؤساء الجند)، وكان من ضمن هؤلاء 3 من «علوفَجية اليسار».

### أوتاقچي
من بين فرسان «العلوفَجية»، كان هناك ثلاثة فرسان من كبار السن يُسمون: «أوتاقچي» (بالتركية: otağçı)‏، وكانت وظيفتهم تُلزمهم ببيع القديم والضروري للبيع من الخيم الملوكية السلطانية (بالتركية: otağ)‏، ولا أحد يستطيع بيع خيم السلطان والخزانة غير هؤلاء الثلاثة الأوتاقچية.
أحد هؤلاء الفرسان الأوتاقچية الثلاثة يكون: «الأمين» (بالتركية: emin)‏، والثاني: «الكاتب» (بالتركية: kâtip)‏، والثالث: «الناظر» (بالتركية: nâzır)‏.

## المهام والواجبات

### في الأسفار
كانت قوة فرسان «علوفجية اليسار» تسير في الأسفار عن يسار فرسان السپاهية الذين هم «فئة سلاح الفرسان الثقيلة» في الجيش العثماني والذين كانوا يسيرون بدورهم إلى يمين السلطان العثماني.

### في ساحة المعركة
في الزحف وفي المغازي والحروب وفي ساحة المعركة وفي قصر الجيش، كان «علوفجية اليسار» يقفون عن يسار راية السلطان،  وكان دور «علوفجية اليمين» و «علوفجية اليسار» أثناء الاشتباكات في المعرك هو حماية «بيرق السلطان» إذ أن وقوع الراية تُعني موت السلطان وانقضاء الحرب ولذلك كان استمرار الراية مرفوعة طوال المعركة هو من أهم الأمور.

### حماية الخزانة
كانت حماية الخزانة من بين واجبات «علوفجية اليمين» و «علوفجية اليسار».

## ذكرهم في رحلة «أولياء شلبي»

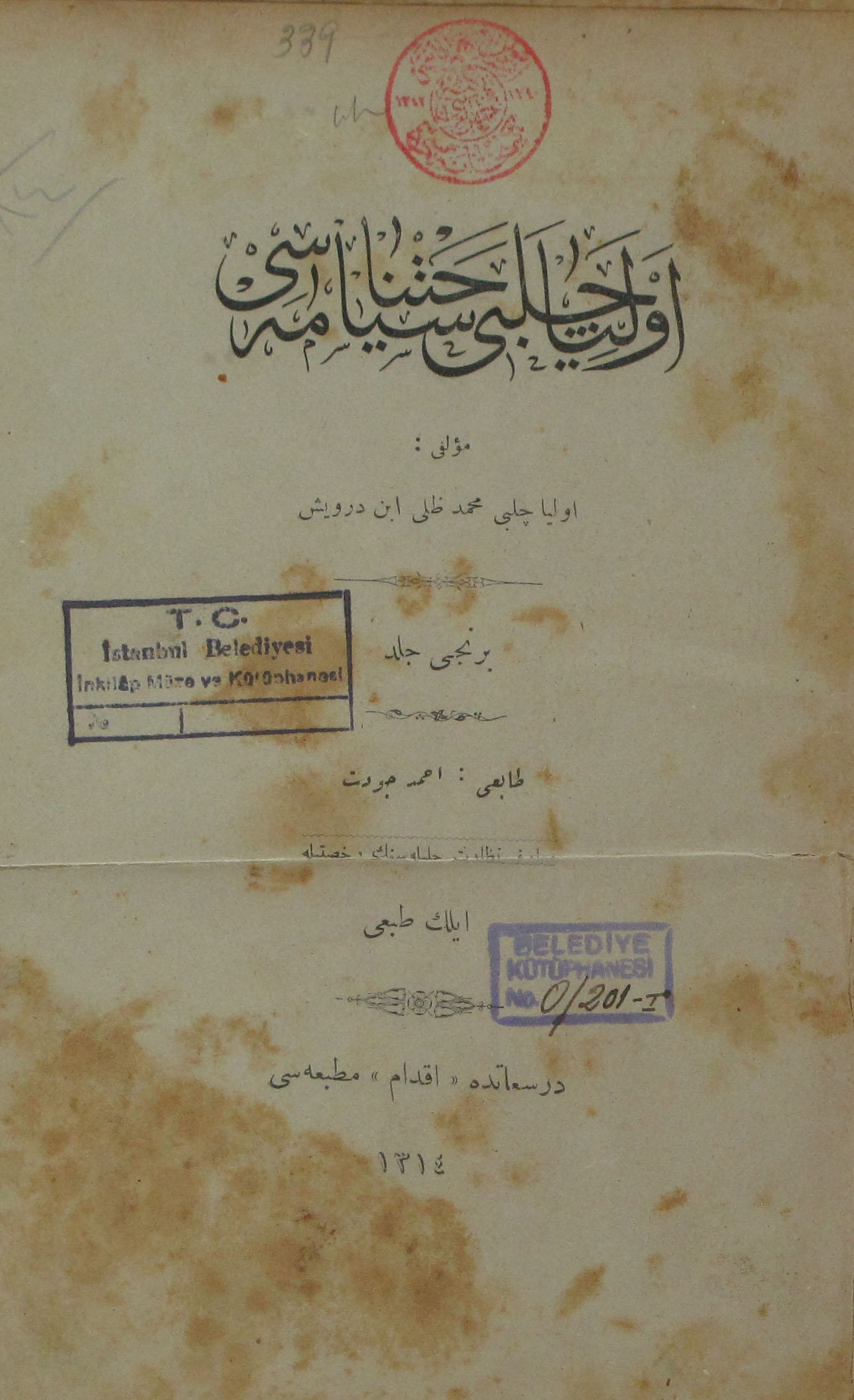
صورة لعنوان الكتاب المشهور "سياحت نامة" (أي الرحلات) للرحّالة والمستكشفٌ العثماني «أوليا چلبي».

ذكرهم الشاعر والرحّالة والمستكشفٌ العثماني «أوليا چلبي» (بالتركية: Evliya Çelebi)‏ المولود في 16 مارس 1611م بمنطقة أونكاباني بإسطنبول، والمُتوفّي عام 1682م بمصر،  في كتابه «الرحلة الحجازية».
قضى شلبي أكثر من أربعين عاما من عمره في الرحلات الطويلة والمتعددة، وتجول في جميع الأراضي التي كانت تحكمها الدولة العثمانية والأراضي المجاورة لها، ودوَّن وكل ما شاهده في كتابه المشهور «سياحت نامة» أي الرحلات.
ذكر في كتابه «الرحلة الحجازية»:
"وكانت قوات الغرب في عصر السلطان محمد الفاتح وعند فتح القسطنطينية 1453م ما يزيد عن ثلاثين ألف مقاتل. كان لهم السپاهية، والسلحدارية، والعلوفجية «التموينات» وجميعهم من فرسان الخياّلة.
و كانوا عبارة عن أربعة طوابير: العلوفية، والغرباء «العزبان» عن اليمين واليسار، والأخرين في الوسط. يومية الآغا مائة آقچة. كما أن لهم مخصصات سنوية ما بين 16-17 ألف أقچة كعلوفه «شعير»".
ومنه يتضح أن راتبهم كان منه جزء كبير من «الشعير» من أجل علف خيولهم، بخلاف راتب يومي (يُدفع ربع سنوي) قدره مائة آقچة لكل أغا.

## الروابط الخارجية
- موقع العثمانيين
- www.dallog.net